# Jérôme Cazenobe
Jérôme Cazenobe, né le 7 mai 1989 à Montfermeil, est un joueur de basket-ball professionnel français. Il évolue au poste de pivot.

## Biographie
Après 10 ans de judo, c’est au lycée que Jérôme Cazenobe découvre le basket-ball. Il évolue alors en deuxième année de cadet à l’Aubagne Garlaban Basket. 
Il part ensuite en centre de formation à Fos-sur-Mer, avant de rejoindre le club de NM2 de Toulouges entre 2008 et 2012.
Il s’engage pour la saison 2012-2013 avec le club de Souffelweyersheim alors en NM1 et connaît la montée en Pro B l’année suivante. 
En 2014-2015, il rejoint Denain. 
Il part pour ensuite pour Bourg-en-Bresse mais n’y trouve pas sa place. 
Il revient alors pour la saison 2016-2017 à Denain.
À l'été 2019, il rejoint le Rouen MB, club qui évolue en Pro B.
Après deux ans a l'ASA en Pro B, il retrouve la NM1 en 2023 en signant à Saint-Vallier.

## Clubs
- 2007-2008 :  Fos OPB (NM1)
- 2008-2012 :  USA Toulouges (NM2)
- 2012-2014 :  BC Souffelweyersheim (NM1 puis Pro B)
- 2014-2015 :  ASC Denain-Voltaire PH (Pro B)
- 2015-2016 :  JL Bourg-en-Bresse (Pro B)
- 2016-2019 :  ASC Denain-Voltaire PH (Pro B)
- 2019-2020 :  Rouen MB (Pro B)
- 2020-2021 :  Saint-Chamond Basket (Pro B)
- 2021-2023 :  AS Alsace (Pro B)
- 2023- :  Saint-Vallier BD (NM1)

## Palmarès
- 2× Vainqueur de la Leaders Cup de Pro B : 2016, 2018